# Vitryssland i olympiska vinterspelen 2002
Vitryssland deltog i olympiska vinterspelen 2002. Vitrysslands trupp bestod av 64 idrottare varav 44 var män och 20 var kvinnor. Den äldsta idrottaren i Vitrysslands trupp var Oleg Mikulchik (37 år, 203 dagar) och den yngsta var Igor Makovetsky (17 år, 353 dagar).

## Medaljer

### Brons
- Freestyle
  - Hopp herrar: Alexej Grichin

## Resultat

### Skidskytte
- 10 km sprint herrar
  - Oleg Ryzhenkov - 11
  - Vadim Sashurin - 12
  - Aleksey Aydarov - 37
  - Aleksandr Syman - 56T
- 12,5 km jaktstart herrar
  - Vadim Sashurin - 10
  - Oleg Ryzhenkov - 21
  - Aleksey Aydarov - 48
  - Aleksandr Syman - 49
- 20 km herrar
  - Vadim Sashurin - 9
  - Aleksey Aydarov - 17
  - Oleg Ryzhenkov - 31
  - Ruslan Valiullin - 60
- 4×7,5 km stafett herrar
  - Aleksey Aydarov, Aleksandr Syman, Oleg Ryzhenkov och Vadim Sashurin - 8
- 7,5 km sprint damer
  - Olga Nazarova - 14
  - Yelena Khrustaleva - 33
  - Yevgeniya Kutsepalova - 44
  - Kseniya Zikunkova - 65
- 10 km jaktstart damer
  - Olga Nazarova - 11
  - Yevgeniya Kutsepalova - 28
- 15 km damer
  - Olga Nazarova - 6
  - Kseniya Zikunkova - 38
  - Lyudmila Lysenko - 51
  - Lyudmila Ananko - ?
- 4×7,5 km stafett damer
  - Olga Nazarova, Lyudmila Lysenko, Yevgeniya Kutsepalova och Yelena Khrustaleva - 7

### Längdskidåkning
- Sprint herrar
  - Roman Virolaynen - 26
  - Aleksey Tregubov - 54
  - Denis Vorobyov - 55
  - Aleksandr Shalak - 57
- 15 km herrar
  - Roman Virolaynen - 13
  - Aleksandr Shalak - 47
  - Nikolay Semenyako - 48
  - Aleksey Tregubov - 51
- 30 km herrar
  - Sergej Dolidovich - 14
  - Denis Vorobyov - 44
  - Nikolay Semenyako - 52
  - Aleksandr Sannikov - 53
- 50 km herrar
  - Aleksey Tregubov - 40
  - Aleksandr Sannikov - 44
  - Aleksandr Shalak - 46
- 10+10 km sprint
  - Roman Virolaynen - 30
  - Sergej Dolidovich - Startade inte
  - Aleksandr Sannikov - 61
  - Denis Vorobyov - 65
- 4×10 km herrar
  - Roman Virolaynen, Nikolay Semenyako, Aleksandr Sannikov och Sergej Dolidovich - 15
- Sprint damer
  - Viktoriya Lopatina - 24
  - Nataliya Sviridova-Kalinovskaya -45
- 10 km damer
  - Svetlana Nageykina - 14
  - Vera Zyatikova - 27
  - Nataliya Zyatikova - 35
  - Yelena Kalugina - 43
- 15 km damer
  - Svetlana Nageykina - 5
  - Vera Zyatikova - 17
  - Nataliya Zyatikova - 17T
  - Nataliya Sviridova-Kalinovskaya - 40
- 30 km damer
  - Svetlana Nageykina - 11
  - Nataliya Zyatikova - 29
  - Irina Skripnik - 30
- 5+5 km damer
  - Vera Zyatikova - 32
  - Nataliya Zyatikova - 34
  - Yelena Kalugina - 52
  - Nataliya Sviridova-Kalinovskaya - 61
- 4×5 km stafett damer
  - Yelena Kalugina, Svetlana Nageykina, Vera Zyatikova och Nataliya Zyatikova - 5

### Konståkning
- Singel herrar
  - Sergey Davydov - 21
- Singel damer
  - Yuliya Soldatova - 18

### Freestyle
- Hopp herrar
  - Aleksey Grishin - 3
  - Dzmitryj Dasjtjynski - 7
  - Dmitry Rak - 10
- Hopp damer
  - Alla Tsuper - 9
  - Assol Slivets - 13

### Ishockey
- Herrarnas turnering
  - Aleksandr Andriyevsky, Oleg Antonenko, Vadim Bekbulatov, Dmitry Dudik, Aleksej Kaljuzjnij, Oleg Khmy, Konstantin Koltsov, Vladimir Kopat, Andrey Kovalyov, Aleksandr Makritsky, Igor Matusjkin, Andrej Mezin, Oleg Mikulchik, Dmitry Pankov, Andrey Rasolko, Oleg Romanov, Ruslan Salej, Sergey Shabanov, Andrey Skabelka, Sergey Stas, Vladimir Tsyplakov, Eduard Zankovets, Aleksandr Zhurik och Vasilij Pankov - 4

### Nordisk kombination
- Individuell
  - Sergey Zakharenko - 44
- Sprint
  - Sergey Zakharenko - 38

### Short track
- 500 m damer
  - Yuliya Pavlovich-Yelsakova - 23
- 1 500 m damer
  - Yuliya Pavlovich-Yelsakova - 19

### Backhoppning
- Lilla backen
  - Andrey Lyskovets - 42
- Stora backen
  - Andrey Lyskovets - 45

### Skridsko
- 500 m herrar
  - Aleksey Khatylyov - 32
- 1 000 m herrar
  - Igor Makovetsky - 41
  - Aleksey Khatylyov - 42
- 1 500 m herrar
  - Igor Makovetsky - 40
  - Aleksey Khatylyov - 47
- 500 m damer
  - Anzhelika Kotyuga - 5
  - Svetlana Radkevich - 28
- 1 000 m damer
  - Anzhelika Kotyuga - 12
  - Svetlana Radkevich - 33
- 1 500 m damer
  - Svetlana Chepelnikova - 34
- 3 000 m damer
  - Svetlana Chepelnikova - 32